# St. Petrus und Paulus (Schwieberdingen)

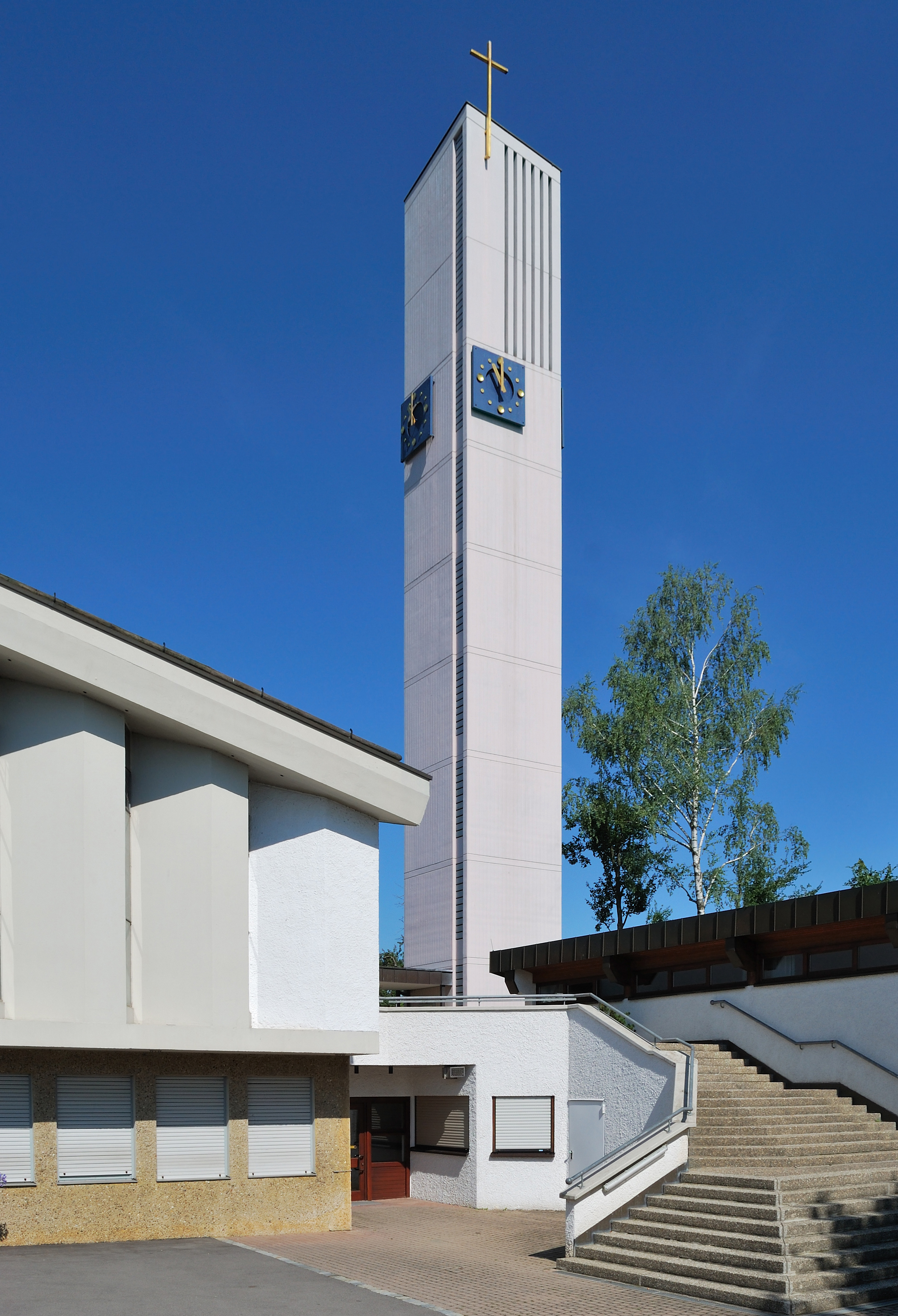
St. Petrus und Paulus in Schwieberdingen

St. Petrus und Paulus ist eine römisch-katholische Pfarrkirche in der gleichnamigen Gemeinde in Schwieberdingen im Landkreis Ludwigsburg, Baden-Württemberg. Die Kirche wurde 1965 erbaut und gehört zur Seelsorgeeinheit Strohgäu im Dekanat Ludwigsburg der Diözese Rottenburg-Stuttgart.

## Geschichte
Nach dem Zweiten Weltkrieg wuchs durch die Ansiedlung katholischer Heimatvertriebener die Zahl der Katholiken in Schwieberdingen stark an. 1965 wurde die heutige Kirche St. Petrus und Paulus errichtet, 1969 wurde die Pfarrei eigenständig. Die Kirchengemeinde gehört seit 2013 zur Seelsorgeeinheit Strohgäu und bietet ein breites pastorales Angebot. Dazu gehören Familien- und Kindergottesdienste, Chorarbeit, Seniorennachmittage und weitere Gruppenangebote.

## Architektur
Die Kirche ist ein zweigeschossiger Bau aus den 1960er Jahren mit einem frei stehenden Campanile über einem dreieckigen Grundriss.
Im Untergeschoss sind Funktionsräume der Kirchengemeinde untergebracht.

## Orgel
Die Orgel der Kirche wurde 1980 von der Firma Walcker Orgelbau (Ludwigsburg) als Opus 5752 erbaut. Das Instrument besitzt mechanische Spieltrakturen und elektrische Registertrakturen mit insgesamt 18 Registern auf zwei Manualen und Pedal. Die Disposition lautet:
| I Hauptwerk C–g3 |             |       |
| 1.               | Prinzipal   | 8′    |
| 2.               | Weitgedackt | 8′    |
| 3.               | Oktave      | 4′    |
| 4.               | Salicet     | 4′    |
| 5.               | Waldflöte   | 2′    |
| 6.               | Mixtur IV   | 1 ⁄3′ |
| 7.               | Trompete    | 8′    |

| II Schwellpositiv C–g3 |                |    |
| 8.                     | Holzgedackt    | 8′ |
| 9.                     | Rohrflöte      | 4′ |
| 10.                    | Prinzipal      | 2′ |
| 11.                    | Sesquialter II |    |
| 12.                    | Scharff III    | 1′ |
| 13.                    | Rohrschalmey   | 8′ |
|                        | Tremulant      |    |

| Pedal C–f1 |             |     |
| 14.        | Subbass     | 16′ |
| 15.        | Oktave      | 8′  |
| 16.        | Gedacktbass | 8′  |
| 17.        | Gemshorn    | 4′  |
| 18.        | Fagott      | 16′ |

- Koppeln: II/I, I/P, II/P
- Spielhilfen: 2 freie Kombinationen, Schwelltritt, Tuttiknopf und Einzelzungenabsteller